# Zöld munkahelyek
Zöld munkahelyek az ENSZ Környezetvédelmi Programja szerint a mezőgazdaság, a gyáripar, a kutatás és fejlesztés, az adminisztráció és olyan szolgáltatási szektorokban van jelen, amelyek lényegesen hozzájárulnak a környezetvédelmi minőség megőrzéséhez. Kimondottan, de nem kizárólagosan ezekkel az állások az ökoszisztéma és a biodiverzitás megőrzését segítik, csökkentve az energia, az alapanyagok és a víz fogyasztását és hatékonysági felhasználását.

## Zöld munkahelyekről általában
Sok kategóriában beszélhetünk zöld cégekről. Zöld munkahelyek a kifejezetten környezetbarát technológiákat kifejlesztő cégek, a környezetbarát technológiákat alkalmazó cégek, a környezetet kímélő cégek, a környezet megóvásáért technológiai fejlesztéseket, beruházásokat megvalósító cégeket jelentik. Cégek kizöldülése, cégek kizöldítése egy trendet jelent. Ötödik kategóriaként az új, zöld startup cégek, mint az amerikai The Climate Reality Project cég, és a Live Earth. Az előbbi 2006-ban startolt el, a Live Earth 2007-es startup. Magyarországi zöld startup cégek listájáról hiányosak az ismereteink, az aktaulizálásra vár.

## Nemzetközi jelentése
2007-ben a ENSZ Környezetvédelmi Programja (UNEP), Nemzetközi Munkaügyi Szervezet (ILO), ITUC együttesen teremtettek meg a kezdeti zöld munkahelyeket. A Nemzetközi Munkaadó Szervezet (IEO) csatlakozott a kezdeményezéshez 2008-ban.
Amerikában Hilda Solis és John Tierney mutatta be az USA zöld munkahelyteremtő programját. Az Egyesült Államok 2009-es gazdaságélénkítő programja 2009 elején ment át, mely előrelátóan új munkahelyek teremt az energia, az építőipar, a gyáripar területeken, energiahatékonyságra, környezetbarát megoldásokra törekednek az új munkahelyekkel. Barack Obama Van Jonest jelölte ki a zöld munkahelyek speciális tanácsadójának, jelenleg ez a pozíció betöltetlen.

## Külső hivatkozások
- Van Jones a "Zöld mindenkinek" alapítója Archiválva 2010. március 25-i dátummal a Wayback Machine-ben
- ENSZ Környezetvédelmi Programja, UNEP- ILO- IEO - ITUC Archiválva 2008. október 15-i dátummal at the Library of Congress
- ENSZ Környezetvédelmi Programja, Zöld munkahelyek Archiválva 2012. november 14-i dátummal a Wayback Machine-ben, 2008.
- Zöld munkahelyek
- What Is a Green-Collar Job, Exactly? Archiválva 2010. március 27-i dátummal a Wayback Machine-ben, Time Magazine
- Green Jobs Ready
- tanulmány
- 3 módszer a zöldebb munkavégzéshez, Zöld munkahelyek alapjai